# Battaglia di Groznyj (1996)
La battaglia di Groznyj del 1996 fu un'operazione militare compiuta durante la prima guerra cecena dalle forze indipendentiste cecene, tramite la quale la Repubblica cecena di Ichkeria riprese il controllo della sua capitale, Groznyj, precedentemente occupata dalle truppe della Federazione Russa durante l'assedio di Groznyj (1994-1995). Durante la battaglia piccoli gruppi di fuoco ceceni tennero in scacco la cospicua guarnigione russa posta di stanza nella città, frammentandola in numerose sacche e decimando sia i reparti in sortita, sia quelli inviati dall'esterno a liberare gli assediati. La sconfitta dell'esercito federale determinò il definitivo cessate il fuoco che avrebbe portato alla fine della guerra ed agli accordi di Khasav-yurt.

## Premessa
Nel luglio del 1996 la Federazione Russa decise di abbandonare il travagliato processo di pace che si protraeva dalla conquista di Groznyj di un anno prima per riprendere le operazioni militari. Fra il 9 e il 16 luglio di quell'anno le forze federali portarono a termine una serie di missioni nel sud della Cecenia, dove i separatisti avevano approntato le loro basi. Il 20 luglio i russi, appoggiati da circa 1 500 paramilitari, lanciarono una nuova offensiva su larga scala per bonificare tutto il settore meridionale. Mentre la maggior parte delle unità operative usciva dalle basi nei dintorni di Groznyj per eseguire il rastrellamento, l'Alto Comando separatista decise che l'unico modo per sottrarre l'esercito indipendentista alla sconfitta sarebbe stato quello di "filtrare" attraverso le linee nemiche, raggiungere i sobborghi della capitale e tentare un colpo di mano. Ciò avrebbe riconsegnato per l'ultima volta l'iniziativa ai ribelli, dando loro un'ultima possibilità di volgere le sorti del conflitto a loro favore.

## La battaglia
Le forze operative a disposizione dei ribelli ammontavano a qualche migliaio di unità, presumibilmente fra i 1 300 e i 3 000 uomini equipaggiati con armamento leggero e lanciarazzi RPG. La guarnigione di stanza a Groznyj era di circa 12 000 uomini. La maggior parte di essi tuttavia erano soldati di guarnigione, sicuramente meno armati e meno esperti dei loro commilitoni impiegati in montagna. Inoltre non conoscevano la topografia della città che stavano presidiando, tanto meno dopo gli aspri combattimenti dell'anno precedente, che avevano raso al suolo interi quartieri. Il Comandante ceceno Aslan Maschadov dispiegò i suoi uomini in piccoli gruppi per facilitarne l'infiltrazione. Un'attenta pianificazione permise ai ribelli di eludere i checkpoint russi, permettendo loro di penetrare profondamente nel tessuto urbano della città e colpire i punti nevralgici del dispositivo russo. I quattro obiettivi militari erano l'aeroporto militare di Khankala, l'aeroporto civile a nord della città ed i quartier generali dell'FSB (ex KGB) e GRU (i servizi segreti nei territori occupati). Gli attacchi avrebbero dovuto paralizzare l'attività delle guarnigioni poste all'interno delle rispettive caserme. Parallelamente, contingenti di insorti avrebbero dovuto barricarsi ai quattro ingressi principali della città, attaccando qualunque forza fosse intervenuta in aiuto agli assediati. Non appena gli insorti furono ben posizionati a ridosso dei loro obiettivi, iniziò un attacco simultaneo che paralizzò il network dell'esercito federale. Secondo il comandante ceceno Turpal Ali Kaimov, soltanto 47 dei 1 500 miliziani infiltrati persero la vita nel primo assalto. 
L'attacco iniziò alle 5.50 ed infuriò per tre ore. L'attività principale dei ribelli fu in questa fase quella di isolare i reparti russi senza attaccarli frontalmente, limitandosi ad impedire a questi di muoversi l'uno in soccorso dell'altro. Le vie di fuga furono minate e cecchini furono appostati sulle rovine degli alti palazzi residenziali. La convinzione di Maschadov era che i reparti sotto assedio, già scarsamente motivati, si sarebbero arresi senza offrire una significativa resistenza.
Nei giorni successivi le manovre di accerchiamento portarono i ceceni a bloccare quasi tutta la guarnigione presente in città. Il 9 agosto l'agenzia di informazioni russa Interfax riportava che circa settemila soldati erano intrappolati in città. La maggior parte di questi erano asserragliati nel quartiere amministrativo centrale, dove avevano sede il ministero degli interni del governo filorusso (nel frattempo ritiratosi nella base militare di Khankala) e i servizi di sicurezza federali. Un altro consistente gruppo di militari, provenienti da diverse unità, si barricò nell'ospedale municipale numero 9, dove prese in ostaggio circa 500 civili iniziando le trattative per l'evacuazione. 
Mentre Groznyj sprofondava nel caos, i ribelli attaccavano altre città minori della Cecenia: Gudermes veniva presa senza combattere, mentre ad Argun la guarnigione veniva assediata nella caserma locale. Circa 200 civili ceceni, accusati di collaborazionismo, vennero passati per le armi. Said-Magomed Kakiev fu l'unico sopravvissuto di un gruppo di poliziotti ceceni dipendenti dall'OMON che venne completamente liquidato dai miliziani di Dokka Umarov e Ruslan Gelaev, dopo che la guarnigione posta a difesa del palazzo municipale si arrese (6 agosto) dietro la promessa di poter attraversare le linee disarmati. In un'intervista sui fatti, Gelaev sostenne che ad eccezione di poche dozzine, la maggior parte delle forze al servizio del governo filorusso smobilitarono, passando in massa dalla parte degli insorti. Nel giro di una settimana il numero dei rivoltosi in armi era cresciuto sensibilmente, arrivando a contare fra le sei e le settemila unità, in massima parte provenienti dall'apparato di polizia del governo collaborazionista, guidato da Doku Zavgaev. Anche numerosi residenti che avevano rifiutato di abbandonare la città presero parte agli scontri.

## L'accerchiamento
Nonostante l'estensione generalizzata dei combattimenti, il Ministero degli Interni russo sottostimò il potenziale della rivolta, rimandando a precedenti raid operati dai ribelli nel corso dell'occupazione di Groznyj, uno dei quali occorso appena nel marzo precedente. Soltanto nel pomeriggio del 7 agosto, a trentasei ore dall'inizio della battaglia, un primo contingente corazzato venne inviato in soccorso delle forze federali assediate. Una grossa colonna corazzata appartenente alla 205ª Brigata Motorizzata venne inviata verso il centro della città. 
I comandi russi erano convinti che i separatisti avessero dovuto abbandonare buona parte del loro arsenale anticarro durante la manovra di infiltrazione. La convinzione era corretta, ma i ribelli avevano trovato ottime dotazioni anticarro nei depositi dell'esercito federale che avevano conquistato il giorno precedente, durante un sanguinoso assalto alla stazione ferroviaria. In quel frangente le milizie agli ordini di Achmed Zakaev avevano catturato un gran numero di lanciamissili RPO, mettendo peraltro fuori combattimento alcune centinaia di soldati russi. Per questo motivo la colonna corazzata venne investita da una pioggia di missili anticarro e costretta a ripiegare. 
Il giorno successivo il comando russo inviò una seconda colonna: questa venne fatta avanzare verso il centro cittadino ed attirata in un'imboscata, dove perse quasi tutti i suoi mezzi blindati, come era giù successo durante le prime fasi dell'assedio di Groznyj. Dopo cinque giorni di combattimenti, un terzo tentativo fu operato dal 276º Reggimento Motorizzato, che inviò un grosso reparto di circa 900 uomini verso il centro della città. Anche questo tentativo fallì, e il gruppo di assalto perse circa la metà degli effettivi. Nel corso dei primi cinque giorni di battaglia, l'esercito federale aveva perduto 18 carri da battaglia, 69 veicoli blindati, 23 veicoli da trasporto e 3 elicotteri.
Soltanto l'11 agosto alcuni veicoli corazzati riuscirono a penetrare nel centro cittadino, depositando qualche rifornimento ed evacuando i feriti più gravi. Di fronte alla prospettiva di un'ennesima battaglia casa per casa, l'Unione europea chiese ad entrambe le fazioni di cessare il fuoco immediatamente, permettendo ai civili di abbandonare il campo di battaglia. L'appello cadde però nel vuoto, fatta eccezione per il "giorno di lutto" istituito da Boris El'cin in onore delle vittime della Cecenia. Di fronte al fallimento della politica di contenimento della guerriglia, il Cremlino silurò l'allora plenipotenziario di Mosca in Cecenia, Oleg Lobov sostituendolo col generale Aleksandr Lebed'. Lebed' riconobbe l'impossibilità di piegare gli insorti con i mezzi a sua disposizione, ed intavolò trattative di pace con i separatisti. I negoziati tra Lebed' e Maschadov iniziarono l'11 agosto. 
Come garanzia alla serietà della trattativa, Lebed' richiese la sostituzione dei ministri dell'Interno e della Difesa. Di fronte alle esitazioni di El'cin, Lebed' inviò un rapporto tattico nel quale si registrava che nelle ultime 48 ore i ribelli avevano stretto sempre più il cerchio intorno ai reparti asserragliati nel centro cittadino, ormai in buona parte distrutto o occupato dagli insorti. Oltre a questo, la città poteva considerarsi perduta, fatta eccezione per la base militare di Khankala e l'aeroporto civile. Nel rapporto si citavano circa 2 000 soldati russi inchiodati nelle loro sacche di resistenza, ormai quasi privi di munizioni e vettovaglie, stretti fra il tiro dei cecchini e dei mortai ceceni e quello dell'artiglieria russa. Le principali città della Cecenia erano saldamente in mano ribelle, fatta eccezione per Urus-Martan e Vedeno che erano sotto assedio. El'cin accettò di aprire un dialogo ufficiale con Maschadov, ed il 17 agosto 1996 si giunse ad un primo cessate il fuoco.
Due giorni dopo, tuttavia, il comandante delle forze russe sul campo, generale Pulikovskij, tentò un colpo di mano, inviando ai ribelli un ultimatum di 48 ore nel quale si intimava lo sgombero della città. La notizia sparse il panico fra la residua popolazione residente, ammontante ormai a non più di 70 000 unità. Alle prime ore del 20 agosto iniziò un poderoso bombardamento aereo e d'artiglieria. Le principali vittime di questo attacco furono i civili, concentrati a ridosso del centro cittadino, ed i reparti russi tagliati fuori dall'avanzata nemica. Venne fatto largo uso di bombe a grappolo, che falcidiarono le colonne di profughi in fuga dalla città. Ad aggravare la situazione umanitaria, le disposizioni dei militari posti a guardia dei checkpoint furono quelle di non far passare maschi che avessero più di 11 anni. Dopo 48 ore di infruttuosi attacchi, Pulikovskij venne allontanato dal comando da Lebed', che aveva passato i due giorni precedenti a Mosca e non era stato avvisato della rottura dei negoziati. 
Le trattative ripresero sotto l'egida dell'Unione europea tramite il commissario UE dell'Organizzazione per la Sicurezza e la cooperazione in Europa (OSCE). Il 22 agosto il governo russo accettò di ritirare tutte le sue truppe all'interno delle basi di Khankala e Serverny. Otto giorni dopo Lebed' e Maschadov avrebbero firmato gli accordi di Khasavyurt, ponendo fine alla prima guerra cecena.

## Conseguenze
Gli accordi di Chasav-jurt aprirono la strada alla firma di due successivi trattati fra Russia e Repubblica cecena di Ichkeria. A metà novembre 1996, El'cin e Maschadov firmarono un accordo inerente all'onere delle riparazioni di guerra, che furono poste a carico della Federazione. Nel maggio del 1997 venne sottoscritto il Trattato di Pace Russo-Ceceno "sulla pace e sui principi delle relazioni russo-cecene", il quale sarebbe stato infranto nel 1999 da un gruppo armato ceceno guidato da Šamil' Basaev, dando luogo alla seconda guerra cecena.